# Molophilus stylopappus
Molophilus stylopappus là một loài ruồi trong họ Limoniidae. Chúng phân bố ở miền Australasia.